# Munich Mash

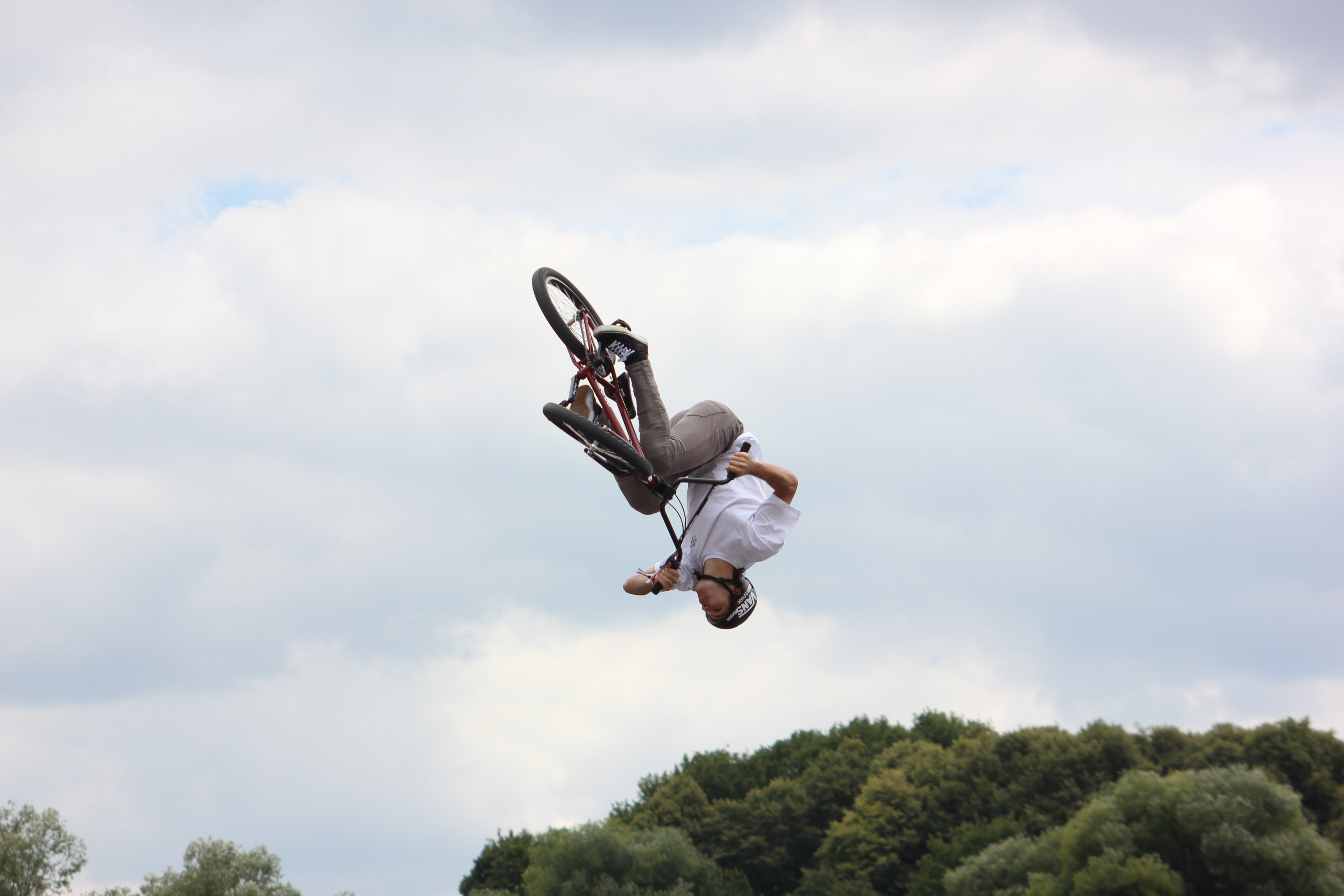
BMX Freestyle – BMX Park Final Munich Mash 2018

Munich Mash ist eine seit 2014 jährlich stattfindende Extremsportveranstaltung in den Disziplinen BMX Street und Mountainbike Slopestyle im Olympiapark München. Bei der Erstaustragung 2014 zählte auch der Freestyle-Motocross-Wettbewerb Red Bull X-Fighters zum Veranstaltungsprogramm, 2015 ein Skateboard Street-Wettbewerb, 2016 ein Wakeboard-Wettkampf sowie ein Wettbewerb der Street League Skateboarding (SLS) Nike SB World Tour. Vorgänger waren die 2013 am gleichen Ort veranstalteten X-Games. Die fünfte Ausrichtung fand vom 22. bis zum 24. Juni 2018 statt.

## Organisation
Vom 27. bis zum 30. Juni 2013 fanden im Olympiapark München die X-Games statt, eine vom US-amerikanischen Sport-Fernsehsender ESPN veranstaltete Art von „Olympischen Spielen für Skateboarder, BMX-Fahrer und Motocrosspiloten“, bei der 119.000 Besucher gezählt wurden. Ein Dreijahresvertrag, der weitere Ausrichtungen für 2014 und 2015 vorsah, wurde im Oktober 2013 von ESPN gekündigt.
Als Folgeveranstaltung wurde daraufhin von der Olympiapark München GmbH zusammen mit dem Sponsor Red Bull Munich Mash als dreitägiges Trendsportfestival konzipiert. Für den Freestyle-Motocross-Wettbewerb Red Bull X-Fighters wurde ein Parcours auf dem Olympiasee aufgebaut. 300 Mitarbeiter waren mehrere Wochen am Aufbau der Strecke beschäftigt, wobei 400 Pontons, 400 Tonnen Gerüst und 2.600 m³ Erde verarbeitet wurden. Für den Slopestyle- oder Dirt-Jump-Wettkampf der Mountainbiker wurde an der Ost-Tribüne des Olympiastadions eine Rampe errichtet, von der aus eine mit Schanzen, Wellen und Steilkurven gespickte Strecke mit insgesamt 6 Obstacles zum Ziel auf dem Coubertinplatz führte. Erstmals befand sich dabei bei einem Wettkampf dieser Art ein Looping in der Strecke. Wie bereits bei den X-Games wurde für die BMX-Fahrer eine Strecke in das Olympia-Eisstadion modelliert. Die Stadt München übernahm über eine Million Euro der Kosten der Veranstaltung. Insgesamt 52.000 Zuschauer waren vor Ort, außerdem wurde die Veranstaltung live von den Fernsehsendern ServusTV sowie ProSieben Fun übertragen. Zum Rahmenprogramm zählte u. a. auch ein Musikfestival mit Konzerten von Susanne Blech sowie der unter Vertrag von Red Bull Records stehenden britischen Alternative-Rock-Band Blitz Kids aus Crewe and Nantwich.
2015 wurde der Dirt-Jump-Wettkampf der Mountainbiker zu einem der sechs weltweit höchstdotiertesten Slopestyle-Wettkämpfe der Freeride Mountain Bike Association aufgewertet, insgesamt 24 Profi-Freestyler standen am Start. Zur Modellierung der Strecke der Mountainbiker waren 170 LKW-Füllungen Lehmboden aus dem Dachauer Hinterland in den Olympiapark transportiert worden. Für den Startturm und die Rampen wurden 240 Tonnen Stahl verarbeitet, 10 km Kabel für 15 Kameras waren verlegt worden. Die Olympia-Eishalle teilten sich in diesem Jahr samstags die BMX-Fahrer für den BMX Street Rink und sonntags Skateboard-Profis zum Skateboard Street Rink. Laut Veranstalterangaben waren 67.000 Zuschauer vor Ort, alleine vom Samstag wurde von 40.000 Zuschauern berichtet. Zum Rahmenprogramm zählte ein Livestyle-Markt mit Kunsthandwerk, Streetwear u. ä. sowie am Samstag dem Auftritt des Rappers Casper vor 6.000 Zuschauern am Oberrang des Olympiastadions. Die ARD berichtete in ihrem digitalen Programm EinsPlus über die Veranstaltung.
2022 findet Munich Mash nach zwei Jahren Zwangspause aufgrund der Corona-Pandemie wieder statt. Mit 70.000 Besuchern feierte MASH am Wochenende ein fantastisches Comeback.
Im Jahr 2025 mussten sich die Veranstalter aus finanziellen Gründen für einen reduzierten Umfang entscheiden, da es keinen dauerhaften Sponsor gibt und die Zuschüsse der Stadt München zurückgingen.

## Sportliche Ergebnisse

### Red Bull X-Fighters
2014 war der Munich Mash neben Pretoria, Madrid, Osaka und Mexiko-Stadt eine der Stationen der Red Bull X-Fighters Tour.
| Datum         | 1. Platz     | 2. Platz       | 3. Platz      | 4. Platz      |
| ------------- | ------------ | -------------- | ------------- | ------------- |
| 28. Juni 2014 | Josh Sheehan | Taka Higashino | Levi Sherwood | Luc Ackermann |

### Swatch Prime Line Munich
Der Mountainbike-Slopestyle-Wettkampf zählte 2014 und 2015 zur Freeride Mountainbike „FMB World Tour“, einer von der Freeride Mountain Bike Association koordinierten jährlichen Serie von Wettkämpfen in den vier Wertigkeitsstufen Diamant, Gold, Silber und Bronze. Das Ranking der Serie ergibt sich aus einem Punktesystem, wobei ein Sieg bei einem Wettkampf der Kategorie Bronze 250 Punkte, Silber 500 Punkte, Gold 750 Punkte und Diamant 1.000 Punkte bedeutet.
Unter den 36 Wettkämpfen der Saison 2014 war der beim Munich Mash unter dem Namen Swatch Prime Line Munich veranstaltete Wettkampf neben fünf anderen Wettkämpfen weltweit unter die Kategorie Gold kategorisiert; das Preisgeld betrug 25.000 US$. 2015 wurde der Swatch Prime Line Munich in der höchsten Kategorie Diamant gewertet; das Preisgeld betrug 31.500 €. Während in München der Kanadier Brett Reeder den Belgier Thomas Genon auf den zweiten Platz verweisen konnte, gewann in der Gesamtwertung der Serie dann Genon vor Reeder. Auch 2016 zählt der Swatch Prime Line Munich wieder neben Wettkämpfen in Rotorua (Neuseeland), Les Gets (Frankreich) und dem Finale in Whistler (Canada) zur Diamant-Series.

### BMX
| Datum           | 1. Platz       | 2. Platz         | 3. Platz       | 4. Platz       | 5. Platz         |
| --------------- | -------------- | ---------------- | -------------- | -------------- | ---------------- |
| 26. Juni 2022   | Kieran Reilly  | Daniel Dhers     | Tom Justice    | Florian Dean   |                  |
| 24. Juni 2017 a | Kostya Andreev | Torres Gil       | Daniel Dhers   | Pat Casey      |                  |
| 28. Juni 2015 b | Dennis Enarson | Garrett Reynolds | Chad Kerley    | Bruno Hoffmann | Daniel Tünte     |
| 20. Juli 2014 b | Alex Kennedy   | Chad Kerley      | Simone Barraco | Broc Raiford   | Garrett Reynolds |

### Street League Skateboarding (SLS) NIKE SB World Tour
| 24. Juni 2017 | Nyjah Huston   | Yuto Horigome | Carlos Ribeiro |
| 2. Juli 2016  | Paul Rodriguez | Luan Oliveira | Nyjah Huston   |

### Skateboard Street Rink
| Datum         | 1. Platz        | 2. Platz   | 3. Platz     | 4. Platz      | 5. Platz       |
| ------------- | --------------- | ---------- | ------------ | ------------- | -------------- |
| 28. Juni 2015 | Aurelien Giraud | Denny Pham | Joslin Chris | Kaldikov Egor | Amrani Youness |

### Wakeboard Big Air / Freestyle
| Datum         | 1. Platz             | 2. Platz             | 3. Platz             |
| ------------- | -------------------- | -------------------- | -------------------- |
| 2. Juli 2023  | Pedro Caldas         | Nico von Lerchenfeld | Joe Battleday        |
| 26. Juni 2022 | Nico von Lerchenfeld | Loic Deschaux        | Gavin Stuckey        |
| 25. Juni 2017 | Guenther Oka         | Aaron Gunn           | Dominik Hernler      |
| 3. Juli 2016  | Dominik Hernler      | Dominik Gührs        | Nico von Lerchenfeld |